# کول‌تپه جنوبی
کول تپه جنوبی مربوط به هزاره اول قبل از میلاد - دوره اشکانیان است و در شهرستان مشگین‌شهر، بخش ارشق، دهستان ارشق شمالی، روستای دره بیگلو واقع شده و این اثر در تاریخ ۲۶ اسفند ۱۳۸۷ با شمارهٔ ثبت ۲۵۸۰۸ به‌عنوان یکی از آثار ملی ایران به ثبت رسیده است.